# Ana Ivanovna da Rússia
Ana Ivanovna (em russo:  Анна Ивановна, 10 (?) de agosto de 1549, Moscou, Czarado da Rússia - 20 (?) de julho de 1550, Moscou, Czarado da Rússia) foi a filha mais velha de Ivan IV, o Terrível, e sua primeira esposa, Anastácia Romanovna. Viveu menos de um ano.